# Loogootee (Indiana)
Loogootee es una ciudad ubicada en el condado de Martin en el estado estadounidense de Indiana. En el Censo de 2010 tenía una población de 2751 habitantes y una densidad poblacional de 676,11 personas por km².

## Geografía
Loogootee se encuentra ubicada en las coordenadas 38°40′32″N 86°54′51″O / 38.67556, -86.91417. Según la Oficina del Censo de los Estados Unidos, Loogootee tiene una superficie total de 4.07 km², de la cual 4.06 km² corresponden a tierra firme y (0.25%) 0.01 km² es agua.

## Demografía
Según el censo de 2010, había 2751 personas residiendo en Loogootee. La densidad de población era de 676,11 hab./km². De los 2751 habitantes, Loogootee estaba compuesto por el 98.29% blancos, el 0.15% eran afroamericanos, el 0.22% eran amerindios, el 0.29% eran asiáticos, el 0% eran isleños del Pacífico, el 0.58% eran de otras razas y el 0.47% pertenecían a dos o más razas. Del total de la población el 0.84% eran hispanos o latinos de cualquier raza.